# Leadske, Monastîrîska
Leadske (în ucraineană Лядське) este localitatea de reședință a comunei Leadske din raionul Monastîrîska, regiunea Ternopil, Ucraina.

## Demografie
Componența lingvistică a localității Leadske
     Ucraineană (100%)
Conform recensământului din 2001, toată populația localității Leadske era vorbitoare de ucraineană (100%).